# Ludger Brümmer
Ludger Brümmer (* 11. August 1958 in Werne/Nordrhein-Westfalen) ist ein deutscher Komponist instrumentaler und elektroakustischer Musik sowie Leiter des Hertz-Labor am Zentrum für Kunst und Medien in Karlsruhe.

## Leben und Wirken
Brümmer studierte von 1978 bis 1983 zunächst Musik, Kunst und Pädagogik an der Technischen Universität Dortmund, bevor er sich dezidiert der musikalischen Komposition zuwandte und zudem von 1983 bis 1989 ein Kompositionsstudium bei Nicolaus A. Huber und Dirk Reith an der Folkwang-Hochschule in Essen absolvierte.

### Frühe musikalische Laufbahn
In den frühen 1990er Jahren arbeitete Brümmer anfänglich mit der Choreografin Susanne Linke für das Ballet Ruhrort und dem Nederlands Danstheater Den Haag and Het Symphonie Orchester Amsterdam für die Choreografie !Tristan und Isolde! und der Orchesterkomposition Riti Contour zusammen, wonach er als Visiting Scholar am Center for Computer Research in Music and Acoustics an der Stanford University in die USA ging. Darüber hinaus war er in den 1990er Jahren Lehrbeauftragter für Komposition, Synthesis und Analyse an der Folkwang Hochschule Essen, dem Elektronischen Studio der Technischen Universität Berlin, der Archimedia Kunsthochschule in Linz, am Institut für Neue Musik in Bremen und am Institute of Sonology in Den Haag.
In den Jahren 1997 und 1999 kam es zu einer Zusammenarbeit mit der Videokünstlerin Silke Braemer und dem Medieninstitut Interartes für das Video Lizard Point und Le temps s'ouvre mit Unterstützung des Wissenschaftsministeriums NRW.

### Musikalische Bildungslaufbahn
Seit 2003 ist Brümmer Leiter des Institut für Musik und Akustik am Zentrum für Kunst und Medien, an dem er bereits seit 1994 im Bereich der Forschung tätig ist, und hatte bis 2017 eine Gastprofessur an der Staatlichen Hochschule für Gestaltung in Karlsruhe inne. Seit Oktober 2017 leitet er die aus einer Fusion des Instituts für Musik und Akustik und dem Institut für Bildmedien entstandene Mediale Forschungsgruppe ZKM | Hertz-Labor. Im gleichen Jahr wurde er zum Professor für Komposition für digitale Medien an der Staatlichen Hochschule für Musik Trossingen berufen.
Beispielhafte Innovationen seiner Arbeit am ZKM sind kuppelförmige Lautsprechersysteme (Klangdom), die variable Wiedergabemöglichkeiten elektroakustischer Musik ermöglichen, sowie die Entwicklung der Spatialisierungs-Software Zirkonium, die vorprogrammierte oder in Echtzeit gesteuerte Raumbewegungen zulässt.

### Weitere Engagements
Neben seiner kompositorischen Tätigkeit beschäftigt sich Brümmer seit 2014 mit dem Projekt MyCity, MySounds, in dem aus geolokalisierten Klangaufnahmen unter Zuhilfenahme einer Mobile App jedem Interessierten die Chance gegeben wird, vor Ort im Stadtraum Klänge, Töne, Geräusche und Stimmen mit dem eigenen Smartphone aufzunehmen und diese mit dem Aufnahmeort, dem genuinen Standort des Klangs, auf einer virtuellen und online zugänglichen Landkarte zu verbinden. Dadurch entstehen Audiowalks, über die man die Besonderheiten der Stadt erfahren kann und erfährt was im Geräuschpegel des Alltags nicht wahrnehmbar erscheint.

## Musikalisches Werk
Ludger Brümmer gehört zu den führenden Komponisten von Computermusik seiner Generation. Ein zentraler Aspekt seiner Kompositionsstrategie ist die Verwendung algorithmischer Operationen in Verbindung mit multimedialen Elementen.
Er integriert in seine Werke zudem visuelle, bildhafte und gestische Aspekte als unmittelbar kompositorische Materialien. Brümmer schöpft auf der multimedialen Gestaltungs- und Ausdrucksebene in ästhetischer Offenheit möglichst viele Aspekte der Kombination dieser Mittel aus, wobei technische Verfahren und kreatürlicher Ausdruck in ein sich ergänzendes künstlerisches Verhältnis zueinander als humanes Konzept gesetzt werden.
Konzeptueller Ausgangspunkt für Brümmers Schaffen, in dessen Zentrum die Verwendung digitaler Technologien in akusmatischen, live-elektronischen und multimedialen Kontexten steht, ist eine Poetik computerbasierten algorithmischen Komponierens. Der Verzicht auf intuitiv steuerbare graphische Schnittstellen zur Klangmodellierung zugunsten weitgehender Formalisierung des Kompositionsaktes im Medium des Programmcodes versteht sich dezidiert als Ausdruck einer zielgerichteten und reflektierten Ausarbeitung musikalischer Ideen, die freilich stets offen für korrigierender Modifikationen und kreative Eingriffe bleiben soll.
Weitere wichtige Anknüpfungspunkte findet Brümmer einerseits in der Computersimulation von physikalischen Modellen, andererseits in der künstlerischen Aneignung menschlicher körperlicher Bewegung. So liegt ein wesentlicher Schwerpunkt seines Schaffens auf der Verknüpfung von Tanz mit interaktiven technischen Umgebungen. Die vorher festgelegte Werkstruktur bleibt dabei erhalten, binnenmusikalisch jedoch generiert sich das klangliche Geschehen mit jeder Aufführung selbst neu, inklusive der visuellen Ebene. Bilder der Tänzer, etwa in der Komposition Shine (2007) werden gemäß musikalischer Vorgaben rhythmisiert und in ihrer Gestalt verändert. Die menschlichen Gesten werden mit Bewegungen physikalischer Modelle konfrontiert. Während die Tänzer jedoch als Duo auf der Bühne vor einem aufgefächerten Triptychon mit den sich bewegenden Abbildern ihrerselbst umrahmt werden, steuern sie mit Hilfe des Fächerlasers den Ablauf der Videosequenzen und der klanglichen Elemente.

## Auszeichnungen
- 1989: Folkwang Preis der Folkwang Hochschule Essen.
- 1989: Preis für Riti Contour für großes Orchester beim Forum junger Komponisten des WDR; Uraufführung in der Philharmonie Köln durch das Radio Sinfonie Orchester Köln. Leitung Dennis Russell Davies.
- 1990: Busoni-Kompositionspreis der Akademie der Künste Berlin.
- 1991: Zusammenarbeit mit der Choreografin Susanne Linke für das Auftragswerk Ruhrort in dessen Rahmen die Tonbandmusik für den Tanzabend entstand. Hiernach wurde das Werk in ca. 10 Ländern in drei Kontinenten aufgeführt, u. a. in Paris (Theatre de la ville), Jerusalem, Los Angeles, San Francisco und Genf.
- 1992: "Mentioni D'Onore" beim Luigi Russolo Preis, Pavese, Italien.
- 1994: Goldene Nica des Prix Ars Electronica mit dem Werk The Gates of H.
- 1995: Ehrenvolle Nennung für Ambre, Lilac beim Stockholm Electronic Music Award.
- 1997: Pierre d'Or beim Wettbewerb für elektroakustische Musik in Bourges für das Werk Phrenos.
- 1997: Larry Austin Preis der Internationalen Computer Music Association, ICMA, San Francisco.
- 1998: Gewinner des Rostrum for Electroacoustic Music, veranstaltet vom UNESCO Music Council.
- 1998: Zweiter Preis beim Prix Ars Electronica in der Kategorie "Interaktive Kunst" für das Werk Sound Garden von Christian Möller mit musikalischem environment von Ludger Brümmer.
- 1998: Unter den "Besten 50" beim Video-Kunst-Preis des SWR Fernsehens und des ZKM mit Lizard Point (zusammen mit Silke Braemer).
- 1999: Honorable Mention beim Kompositionswettbewerb in Bourges für Lizard Point in der Kategorie Filmmusik.
- 2001: Pierre d'Or beim Wettbewerb für elektroakustische Musik in Bourges für das Werk Nyx.
- 2002: Preis für credoXrequiem beim Musica Sacre, Fribourg, Schweiz. Honorable Mentions beim Luigi Russolo Awards, Pavese, Italien, den Stockholm Electronic Music Awards und dem Wettbewerb für elektroakustische Musik Bourges.

## Werke
- Senza molti Emotioni (1984) für 3 Elektronische Orgeln, 2 Synthesizer
- Arena (1985) für Violine, Klarinette, Flöte, 2 Posaunen und 2 Schlagzeuger
- Für E-Lisa (1986) für Klavier
- Swing (1986) für 4-Kanal-Tonband und Schlagzeug
- Etüden über Projekt I von Gottfried Michael König (1987) für 4-Kanal-Tonband und Schlagzeug
- TroTropforT (1987) für 4-Kanal-Tonband und Schlagzeug
- Rondeo (1987) für Schlagzeug
- Funktion Überfluß (1987) für Streichtrio und Schlagzeug
- Riti Contour (1988) für Orchester
- Painted time with fractaled Ravel (1989) für 4-Kanal-Tonband und Schlagzeug
- Resi's Trance (1989) für 6 Flöten oder 3 Flöten und Tonband
- Zu Spät (1990) für 2-Kanal-Tonband
- Pas Mois (1991) für 4-Kanal-Tonband und Schlagzeug
- Ruhrort – Music for a choreography of Susanne Linke (1991) für 4-Kanal-Tonband
- Le tombeau de Maurice (1991–1992) für 2-Kanal-Tonband
- the gates of H. (1993) für 2-Kanal-Tonband
- HiAnLo (1993–1994) für 4-Kanal-Tonband und ungewöhnliche Instrumente
- Ambre, Lilac (1994) für 4-Kanal-Tonband und optional Klavier
- Le temps s'ouvre (1994) für 4-Kanal-Tonband und optional Klavier
- Cri (1995) für 2- oder 4- oder 8-Kanal-Tonband
- Dele! (1995) für 2- oder 4-Kanal-Tonband
- La cloche sans vallees (1992) für 2-Kanal-Tonband
- Inner Cycle (1996) für Flöte, Cello und Klavier
- Phrenos (1997) für 4-Kanal-Tonband
- Lizard Point (1997) für 4-Kanal-Tonband und optional Video (Silke Braemer)
- Sound Garden (1997), multimediale Installation von Christian Möller mit interaktiven Klängen von Ludger Brümmer.
- Eclats du silence (1998) für Klavier und Violine
- →Thrill← (1998) für 4-Kanal-Tonband und optional Video
- de la nuit (1999) für 4-Kanal-Tonband
- Medusa (2000) für 2 Schlagzeuger, 4-Kanal-Tonband und optional Video
- Particles (2000), interaktive audiovisuelle Klanginstallation von Christian Moeller mit interaktivem Klangenvironment von Ludger Brümmer.
- Soundingout (2000), interaktive Klanginstallation von Christian Moeller mit interaktivem Klangenvironment von Ludger Brümmer.
- surfaces (2001) für Video, Tonband, Flöte, Klarinette, Violine, Viola, Cello und Klavier
- Inferno der Stille (2001) für 8-Kanal-Tonband
- Nyx (2001) für 8-Kanal-Tonband
- CredoXrequiem (2001) für 4-Kanal-Tonband
- Woodwind (1993–2002) für Marimba
- Gestalt (2002) für 2-Kanal-Tonband
- Xronos (2002) für 4-Kanal-Tonband und 3 Videos
- Schatten (2003) für Klavier und 4-Kanal-Tonband
- Musica di Angelo (2003) für 4-Kanal-Tonband
- Gesualdo (2003) für 4-Kanal-Tonband
- Carlo (2004) für 4-Kanal-Tonband
- Repetitions (2005) für 4-Kanal-Tonband
- Drei Arten die Wellen zu betrachten (2005) für Pipa
- Repl(a)y (2005), Installation
- Repl(a)y (2005), Version für 4-Kanal-Tonband und optional Video
- temps du miroir (2004/2005) für Klavier, Computer und optional Video
- move (2006) für Klavier und Elektronik
- glasharfe (2007), Akusmatische Musik
- black (2007), Akusmatische Musik
- Shine (2007), Akusmatische Musik, Video und optionale Tänzer und Laser
- Opus II – Etüden zu Walter Ruttmans Film (2007) für Klavier, Violine, Viola, Cello, Live-Elektronik und Tonband
- flow (2009), für Klavier und live Elektronik
- Amazonas (2010), »In Erwartung der Tauglichkeit einer rationalen Methode zur Lösung des Klimaproblems«, (Konzept und Text: Peter Weibel, Musik Ludger Brümmer), UA Reithalle München, SESC Sao Paulo
- Cellularium (2010), Raumklangkomposition. Uraufgeführt mit choreographierter Lichtwand von rosalie
- Lines Puzzles (2010), Kompositionsauftrag der Philharmonie Cottbus
- Etude interaktive (2010) interaktive Komposition für Klavier und Live Elektronik
- Etude interaktive (2011), interaktive Komposition für Klavier und Video mit Zuschauerbeteiligung
- Etude interaktive (2011), interaktive Installation (Akademie der Künste Berlin, ZKM)
- Etude de danse (2012), interaktive audiovisuelle Installation/Komposition mit einem Tänzer (Programmierung: Götz Dipper)
- Random (2012), interaktive Installation (Programmierung Götz Dipper, Chandrashekhar Ramakrischnan)
- Monochord (2012), audiovisuelle Installation (Idee: Peter Weibel, Programmierung: Goetz Dipper)
- O.R.pheus (2012), Musik zur begehbaren, theatralischen Installation von Evelyn Hribercsek, Bernd Lintermann (Augmented Reality Environment) und Ludger Brümmer (Klang)
- The noise of origin, the origin of noise (2013), elektronische Komposition für fixed Media für das gleichnamige audiovisuelle Werk von Peter Weibel, UA: Donaufestival Krems
- Spin (2014), Raumklangkomposition für Klangdom und 3D-Video, Video: Bernd Lintermann
- Spheres of Resonance (2015), Raumklangkomposition für fixed Media
- Tangible Sounds (2015), kollektive Komposition für 15 Spieler (mit der IEMA Frankfurt, UA ZKM|Karlsruhe)
- Virtual Sound Gallery (2015), Installation zur Interaktion mit Klängen im Raum (IBeacon, Ipads), Programmierung David Wagner
- Tangible Sounds (2015), audiovisuelle Installation mit augmented Reality
- Spin Loop (2015), für fixed Media, zum Video „Marathon der Tiere“ von rosalie, UA Lichtsicht Bad Rodenfelde
- Maptory (2016), Musik zur audiovisuellen Augmented Reality Installation (Programmierung Bernd Lintermann et. Al.)[7]
- Cellular Automata Explorer (2017), interaktive audiovisuelle Installation (Programmierung: Ben Miller), Open Codes ZKM
- Rotating Scores (2017), interaktive audiovisuelle Installation (Idee: Anton Himstedt, Programmierung: Chikashi Miyama), Open Codes ZKM
- MusiCode (2017), interaktive audiovisuelle Installation (Programmierung: Ben Miller), Open Codes ZKM
- MarkowKetten Explorer (2017), interaktive audiovisuelle Installation (Programmierung: Ben Miller, Sami Chibane), Open Codes ZKM
- Code Chain (2017), interaktive audiovisuelle Installation (Programmierung: Elizabeth Pich) für Ipads, Open Codes ZKM
- Sculpture (2017), kybernetische interaktive audiovisuelle Installation, UA ZKM_Kubus
- between twilight (2019), Raumklangkomposition für 4 oder 5 Player Pianos, Auftrag des „Now“ Festivals, UA Philharmonie Essen
- falling (2020), Raumklangkomposition, Auftrag von „Arte no Tempo“ Lissabon
- "Non Può Sentir Dolore",  (verspürt nicht mehr den Schmerz), für Chor und Ensemble, Auftrag des Klangforum Heidelberg. 2022

### Schriften von Ludger Brümmer
- Audiovisionen 2004, Is space in music a reality or an illusion Roundtable mit François Bayle, Ludger Brümmer, Denis Smalley und Daniel Teruggi am 7. Oktober 2004, in: Audiovisionen, Band 12
- Vielen Dank, Herr Newton! Musik aus virtueller Raummechanik, in: Angela Lammert, Michael Diers u. a. (Hg.) Topos RAUM. Die Aktualität des Raumes in den Künsten der Gegenwart, Akademie der Künste, Berlin 2005
- Audiovisuelle Kompositionen junger Künstler: Rudolf Frisius und Ludger Brümmer im Gespräch mit Damon Lee, Pei-Yu Shi und Claudia Robles., in: Rudolf Frisius (Hg.) Hören und Sehen – Musik audiovisuell, Veröffentlichungen des Instituts für Neue Musik und Musikerziehung Darmstadt, Band 45, Mainz 2005
- Beschreibung des Werkes Gestalt (zum 70. Geburtstag von François Bayle), 2002, in: Torsten Möller, Kunsu Shim und Gerhard Stäbler (Hg.), SoundVisions, Saarbrücken 2006
- Beitrag in "Komposition und Musikwissenschaft im Dialog V" (2001 – 2004), Signale aus Köln, "Beiträge zur Musik der Zeit", herausgegeben von Christoph von Blumröder, Bd. 23, Kulturwissenschaftliches Forschungskolleg, Medien und Kulturelle Kommunikation, Lit Verlag Berlin 2006
- Drei Raumklang-Projekte, umgesetzt im ZKM in Karlsruhe (Interview mit Elke Wisse), in: Tonmeister-Informationen, Heft 5/2007
- Produktion – Forschung – Multiplikation. Die Aufgaben des Instituts für Musik und Akustik des ZKM Karlsruhe, in: der NMZ Neue Zeitschrift für Musik 5/07
- Überfällig. Heinrich (Giga) Hertz und sein Preis in der NMZ Neue Zeitschrift für Musik 5/07
- Gespräch mit Hans Tutschku; in: Bd. 12 der Reihe Signale, herausgegeben vom Musikwissenschaftlichen Institut der Universität zu Köln
- Momente der Neuerung. Entwicklungsschritte in der Ästhetik elektroakustischer Musik, in: ANKLAENGE 2007 Zwischen Experiment und Kommerz. Zur Ästhetik elektronischer Musik hg. von Thomas Dézsy, Stefan Jena, Dieter Torkewitz Mille Tre Verlag, Wien 2007
- Stockhausen on Electronics, 2004 Computer Music Journal 32, no. 4 (Winter 2008): 10–16.
- Is space in music reality or an illusion?, Komposition und Musikwissenschaft im Dialog VI (2004-2006). Signale aus Köln. Beiträge zur Musik der Zeit Bd 12, herausgegeben von Christoph von Blumröder und Marcus Erbe, Wien: Verlag Der Apfel, 2008
- Editorial, Organised Sound 14 no. 3 (2009): 229–230.
- The ZKM, Institute for Music and Acoustics, Organised Sound 14 no. 3 (2009): 257–267.
- Kontrolle und Zufall, In: Ausstellungsbroschüre der Akademie der Künste, Berlin (10/2011).
- Extending the piano, Econtact,.ca no. 13.2 (2011).
- Wie der binäre Code die Musik erobern konnte, Musikforum 2012, no. 1 (2012): .
- New developments for spatial music in the context of the ZKM Klangdom: A review of technologies and recent productions divergence press, no. 3 (2014).
- Introducing the Zirkonium MK2 System for Spatial Composition, mit David Wagner, Götz Dipper, ICMC Proceedings (2014) .
- Beispiele medialer Technologie im zeitgenössischen Medientheater In Das Wohnzimmer als Loge. Von der Fernsehoper zum medialen Musiktheater herausgegeben von Sara Beimdieke, Matthias Henkes, . Würzburg: Königshausen und Neumann, 2015
- Potentiale physikalischer Modelle Neue Zeitschrift für Musik 176, no. 1 (2016)
- Composition and Perception in spatial Audio, Computer Music Journal 41, no.1 (2016/17):
- Instrument – Raum – Klang, Technische Entwicklung in Akustik und Instrumentenbau, In Das Konzert. Neue Aufführungskonzepte für eine klassische Form, herausgegeben von Martin Tröndle, Bielefeld: Transcript Verlag, 2017

### Schriften über Ludger Brümmer
- Kerstin Jaunich: Vom musikalisch-künstlerischen Umgang mit neuen Technologien am Beispiel der Komponisten Ludger Brümmer, Paulo Ferreira Lopes und Kiyoshi Furukawa, Dissertation, Stuttgart 2005.
- Achim Heidenreich, The Sound of Tomorrow. The Center of Art and Media in Karlsruhe Reinvents itself with Each New Activity, in: World New Music Magazine (No. 16), Contemporary Music in Germany, Saarbrücken 2006, S. 74–78.
- Gerald Lingnau: Granulierte Klänge in der Kuppel. Surroundklang von morgen, in: Frankfurter Allgemeine Sonntagszeitung vom 11. Juni 2006 (Nr. 23), S. 60.
- Ralph Paland: Personenartikel Brümmer, Ludger, in: Die Musik in Geschichte und Gegenwart: Allgemeine Enzyklopädie der Musik, 2., neubearbeitete Auflage, Hg. Ludwig Finscher, Supplement, Kassel/Stuttgart: Bärenreiter/Metzler 2008, Sp. 74–76. ISBN 978-3-7618-1139-9.
- Ralph Paland: Ludger Brümmer (Biogramm und Werktext), in: Komponisten der Gegenwart (KDG), 40. Nachlieferung (11/2009), München 2009, S. 1–2. ISBN 978-3-86916-010-8.
- Ralph Paland: Mythen der elektroakustischen "Revolution". Aktuelle Geschichtskonstruktionen einer Musik ohne Vergangenheit, in: Vorzeitbelebung – Vergangenheits- und Gegenwarts-Reflexionen in der Musik heute, Hg. Jörn Peter Hiekel, Hofheim 2010, S. 107–139. ISBN 978-3-936000-85-6
- Christoph von Blumröder: Die Musik Ludger Brümmers. In: Tobias Hünermann, Christoph von Blumröder (Hrsg.): Topographien der Kompositionsgeschichte seit 1950 = Signale aus Köln. Beiträge zur Musik der Zeit, Band 16, Verlag Der Apfel, Wien 2011, S. 248–265.

## Diskografie
- The gates of H., "Prix Ars Electronica", ORF, 1994.
- The gates of H., "… Stimmen … Klänge", DegeM, 1994.
- la cloche sans vallées, "ex machina: le son qui s'arrâte le son éclaté, Vol.1", Cybele, 1996.
- la cloche sans vallées, "Computer Music Journal", CD Vol.2, MIT Press, 1996.
- dele!, "ex machina: tangent, Vol.2", Cybele, 1996.
- Cri, The Gates of H., Le temps s´ouvre, Cri, Edel, 1996.
- Ambre, Lilac, "edition zkm 1". Wergo, 1997.
- Ambre, Lilac, "Streiftöne – Einblicke in 15 Produktionen", CD-Rom, ZKM, 1997.
- Phrenos, "Cultures Electroniques 10", Le Chant du Monde, 1998.
- Le tombeau de Maurice, "Computer Music @ CCRMA Vol.2", Stanford University, 1997.
- Lizard Point, "Lizard Point – CDMC Computer Music Series Vol.32", ICMA-Commission Awards 1997–99, Centaur, 2000.
- Nyx, "Cultures Electroniques 15", Le Chant Du Mont, 2001.
- TroTropf OrT, "ex machina: the eighties, Vol.5", Cybele, 2001.
- Medusa, "edition zkm 8: Surround Music", DVD, Wergo, 2004.
- Phrenos, Lizard Point, de la nuit, ->Thrill<-, Inferno der Stille, "edition  zkm 9: ->Thrill<-", DVD, Wergo, 2003.
- Repl(a)y, "Worldless", ISCM World Music Days, 23 Music Biennale Zagreb 2005
- Gestalt, SARCCD001, Sonic Arts Research Centre Belfast 2005
- Speed, "Art_Clips .ch .at .de", DVD, ZKM 2006
- Glasharfe, "20 jahre inventionen VI", Edition RZ, 2007.
- Move, "Neue Zeitschrift für Musik", CD zu Heft 5/2007, ZKM, 2007.
- Move, "ZKM – hören, sehen und erleben", 2DVD + CD, ZKM, 2007.
- Lines, Puzzles, darin "Impulse: 24 Uraufführungen", Philharmonie Cottbus, Telos Music 2012
- 8 Trajectoirs, INA-GRM, Paris mit 8 CDs von 8 Künstlern, 2019
- Turbulence, "AL DI LÀ DEI MIEI URAGANI – Francesco Gesualdi", CD Emavinci.it 2020
- "Spheres of Resonance",  CD 1: Cellularium, Gesualdo, Carlo, Lizard Point,  CD2: Glasharfe, Spheres of Resonance, Gestalt, Falling, WERGO 2022, Bestenliste der Deutschen Schallplattenkritik, elektronische Musik.
- "Sonic Pattern", CD 1: Amazonas. In Erwartung der Tauglichkeit einer rationalen    Methode zur Lösung des Klimaproblems, Repetitions, Shine, Between Twilight, CD 2: Move, Le temps s’ouvre, Nyx, WERGO 2023.